# Brian Hughes (Dirigent)
Brian Hughes (* 1958) ist ein US-amerikanischer Dirigent und Musikpädagoge.
Hughes studierte Musikerziehung am Olivet College, dann Dirigieren und Musikerziehung an der University of Northern Iowa. Er unterrichtete zehn Jahre an verschiedenen öffentlichen Schulen und war 15 Jahre Professor am Loras College in Dubuque. Seit 2005 wirkte er an der University of Wisconsin–Madison. Er leitete vdas Sinfonie- und das Kammerorchester der Universität sowie das Contemporary Chamber Ensemble.
Bekannt wurde Hughes als Leiter der von ihm gegründeten Tri-State Wind Symphony. Er arbeitete dann acht Jahre mit dem Dubuque Symphony Orchestra, das er sechs Jahre leitete. 1999–2000 leitete er die Sinfonieorchester von Hradec Králové und Mariánské Lázně und gab 2001 Konzerte bei den Beethoven-Tagen in Karlsbad. 2003 reiste er als Gastdirigent der Bukarester Philharmonie durch Rumänien. 2004 führte er mit der Filharmonia Sudecka in Polen ein Programm mit Musik amerikanischer Komponisten auf. Im Folgejahr war er Dirigent des Maud Powell Music Institute and Music Festival. In der Saison 2005–06 wirkte er als Gastdirigent des University of Wisconsin-Madison Wind Ensemble, der US Air Force Heartland of America Band, des Quad-City Wind Ensemble, der Southeast Iowa Bandmasters Festival Band und des Pskov Symphony Orchestra. 
Als Vertreter der Neuen Musik leitete Hughes vier Welturaufführungen, darunter die des Requiem für Sopran und Kammerorchester von Alex Nohai-Seaman. Er wurde zweimal mit dem Richard and Agatha Church Conducting Prize ausgezeichnet, und die Dubuque County Fine Arts Society verlieh ihm 2005 den Elisha Darlin Award.